# Takeshi Okada
Takeshi Okada (岡田 武史 Okada Takeshi ?, Osaka, 25 de agosto de 1956) es un exfutbolista y entrenador japonés. Ha sido el seleccionador de Japón en las Copas Mundiales de 1998 y 2010.

## Trayectoria

### Como futbolista
Okada comenzó su carrera futbolística en el instituto. Mientras estudiaba Ciencias Políticas y Económicas por la Universidad de Waseda, formó parte del equipo que logró el campeonato universitario de 1978. Tras graduarse en 1980, ese año recaló en el club de fútbol de la compañía Furukawa Electric y destacó como defensa en la Japan Soccer League durante diez temporadas. En aquella época el fútbol japonés no era profesional, por lo que lo compatibilizaba con un empleo en la empresa.
A lo largo de su trayectoria llegó a ganar la Liga Japonesa de la temporada 1985-86, en la que además fue elegido miembro del once ideal; dos Copas JSL (1982 y 1986), y la Copa de Clubes de Asia 1986.
En el plano internacional, jugó por la selección de Japón en 24 ocasiones entre 1980 y 1985. Su torneo más importante fueron los Juegos Asiáticos de 1982.

### Como entrenador
Nada más anunciar su retirada en 1990, el Furukawa Electric —posteriormente renombrado JEF United— contrató a Okada como preparador. Sin embargo, dos años después renunció para viajar a Alemania y formarse como entrenador de fútbol en un entorno profesional. Al regresar a Japón compatibilizó el cargo de preparador en JEF United con un puesto de comentarista en la televisión pública NHK.
En 1995 fue contratado como preparador de la selección de Japón, bajo las órdenes del seleccionador Shū Kamo. Cuando éste fue cesado en octubre de 1997, la Asociación de Fútbol de Japón le confió la dirección técnica del plantel; Okada llevó al país asiático a clasificarse para la Copa Mundial de 1998, la primera en la historia del país, pero en la fase de grupos no ganó ningún partido y ello le llevó a presentar la dimisión. Una de sus decisiones más destacadas fue haber prescindido de Kazuyoshi Miura por desencuentros personales.
En 1999 fue contratado por el Consadole Sapporo, un club de segunda división. En las dos temporadas que permaneció allí, les ascendió a J1 League en el 2000 y logró consolidarles en la máxima categoría al año siguiente. En 2003 fue contratado por el Yokohama F. Marinos, y condujo al equipo a dos títulos de liga en 2003 y 2004. Sus actuaciones le valieron sendos títulos al «entrenador del año» en Japón. Permanecería al frente del conjunto de Kanagawa hasta mediados de la temporada 2006.
Okada regresó a la selección de Japón en noviembre de 2007 como solución de consenso, pues el anterior seleccionador Ivica Osim había sufrido un infarto cerebral. El director técnico renovó el plantel con un nuevo sistema de juego y una joven generación de futbolistas como Atsuto Uchida, Shinji Kagawa, Yuto Nagatomo, Keisuke Honda y Shinji Okazaki. Además de conseguir la clasificación para la Copa Mundial de 2010, llevó a los nipones hasta octavos de final, cayendo eliminados por Paraguay en los penales. Al término del Mundial presentó su dimisión. La Confederación Asiática de Fútbol premió su labor con el título de «entrenador del año» en Asia.
Aunque se suponía que la Copa Mundial sería su último torneo, en 2012 aceptó una oferta para entrenar al Hangzhou Greentown de la Superliga de China. Mantuvo el cargo hasta el final de la temporada 2013.

### Como dirigente
En noviembre de 2014, Okada se convirtió en el presidente y accionista mayoritario de un club semiprofesional, el FC Imabari, con vistas a convertirlo en un equipo profesional dentro de la J. League. Entre 2016 y 2018 compatibilizó ese cargo con la vicepresidencia de la Asociación de Fútbol de Japón.

## Clubes

### Como jugador
| Club              | País  | Años        |
| ----------------- | ----- | ----------- |
| Furukawa Electric | Japón | 1980 - 1990 |

### Como entrenador
| Club                | País  | Años        |
| ------------------- | ----- | ----------- |
| Selección de Japón  | Japón | 1997 - 1998 |
| Consadole Sapporo   | Japón | 1999 - 2001 |
| Yokohama F. Marinos | Japón | 2003 - 2006 |
| Selección de Japón  | Japón | 2007 - 2010 |
| Hangzhou Greentown  | China | 2012 - 2013 |

## Palmarés

### Como jugador

#### Torneos locales
| Título              | Club              | País  | Año     |
| ------------------- | ----------------- | ----- | ------- |
| Copa JSL            | Furukawa Electric | Japón | 1982    |
| Japan Soccer League | Furukawa Electric | Japón | 1985-86 |
| Copa JSL            | Furukawa Electric | Japón | 1986    |

#### Torneos internacionales
| Título                 | Club              | Sede | Año  |
| ---------------------- | ----------------- | ---- | ---- |
| Copa de Clubes de Asia | Furukawa Electric | Riad | 1986 |

### Como entrenador

#### Torneos locales
| Título    | Club                | País  | Año  |
| --------- | ------------------- | ----- | ---- |
| J. League | Yokohama F. Marinos | Japón | 2003 |
| J. League | Yokohama F. Marinos | Japón | 2004 |

### Distinciones individuales
| Distinción                                      | Año  |
| ----------------------------------------------- | ---- |
| Inducido al Salón de la Fama del fútbol japonés | 2019 |